# 앤젤 콘웰

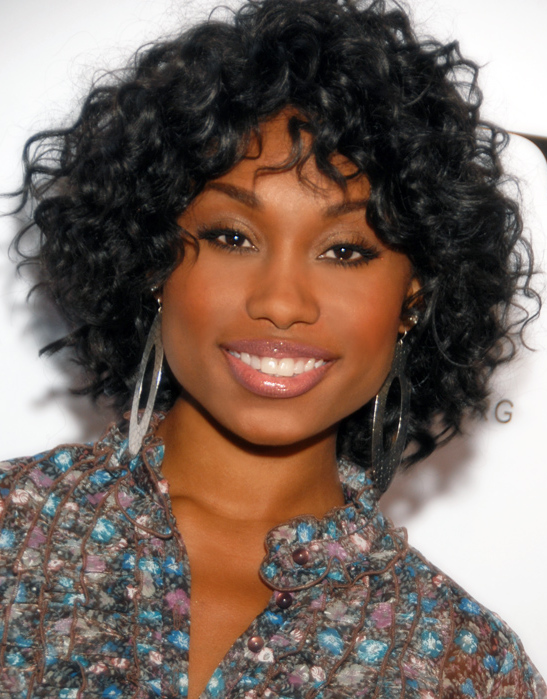

에인절 콘월(Angell Conwell, 1983년 8월 2일 ~ )은 미국의 배우, 모델이다.

## 출연 작품
- 케어테이커 (2018년)
- 4플레이 (2014년)
- 퍼펙트 콤비네이션 (2010년) - 알렉스 역
- 러브 포 세일 (2008년)
- 하프 패스트 데드 2 (2007년) - 체라이즈 역
- 컨페션스 (2006년)
- 소울 플레인 (2004년)
- Flossin (2001)
- 베이비 보이 (2001년)
- 워쉬 (2001년)

### 텔레비전
- 댓츠 소 레이븐 (2003)